# كيفن شيندلر
كيفن شيندلر (بالألمانية: Kevin Schindler)‏ (21 مايو 1988 بدلمنهورست في ألمانيا - ) هو لاعب كرة قدم ألماني في مركزي الهجوم والوسط. شارك مع منتخب ألمانيا تحت 19 سنة لكرة القدم ومنتخب ألمانيا تحت 20 سنة لكرة القدم ومنتخب ألمانيا تحت 21 سنة لكرة القدم. أما مع النوادي، فقد لعب مع فيردر بريمن وفيهين فيسبادن ونادي آوغسبورغ ونادي دويسبورغ ونادي سانت باولي وهانزا روستوك وفيردر بريمن 2 ‏.

## وصلات خارجية
- كيفن شيندلر على موقع قاعدة بيانات كرة القدم.إي يو (الإنجليزية)
- كيفن شيندلر على موقع بيانات كرة القدم. دي إي (الألمانية)
- كيفن شيندلر على موقع Soccerway.com (الإنجليزية)
- كيفن شيندلر على موقع عالم كرة القدم.نت (الإنجليزية)